# Myadardokki, Kushtagi
Myadardokki là một làng thuộc tehsil Kushtagi, huyện Koppal, bang Karnataka, Ấn Độ.